# Цесіс
Це́сіс (латис. Cēsis) — місто в Латвії.

## Назва
- Цесіс (латис. Cēsis;  вимова)
- Венден (нім. Wenden, лів. Venden)
- Вонну (ест. Võnnu)
- Кесь (пол. Kieś).

## Історія
21 червня 1501 року в місті було підписано Венденський договір між Великим князівством Литовським та Лівонським орденом з метою спільних дій проти Великого князівства Московського.
Адміністративний устрій:
- 1237: Тевтонський орден, Лівонський орден, місто Венден.
- 1561: Велике князівство Литовське, Лівонське герцогство, Венденський повіт, місто Венден.
- 1569: Річ Посполита, Лівонське герцогство, Венденський округ, місто Венден.
- 1598: Річ Посполита, Лівонське герцогство, Венденське воєводство, місто Венден.
- 1620: Річ Посполита, Лівонське герцогство, Інфлянтське воєводство, місто Венден.
- 1629: Шведське королівство, домініон Лівонія, місто Венден.
- 1721: Російська імперія, Ризька губернія, Ліфляндська провінція, місто Венден.
- 1726: Російська імперія, Ризька губернія, Венденська провінція, місто Венден.
- 1783: Російська імперія, Ризьке намісництво, Венденський повіт, місто Венден.
- 1796: Російська імперія, Ліфляндська губернія, Венденський повіт, місто Венден.
- 1917: Російська республіка, Ліфляндська губернія, Венденський повіт, місто Венден.
- 1920: Латвійська республіка, Цесіський повіт, місто Цесіс.
- 1940: СРСР, Латвійська РСР, Цесіський повіт, місто Цесіс.
- 1941: Німецька імперія, райхскомісаріат Остланд, генеральна округа Латвія, Вольмарський округ, Венденський повіт, місто Венден.
- 1944: СРСР, Латвійська РСР, Цесіський повіт, місто Цесіс.
- 1949: СРСР, Латвійська РСР, Цесіський район, місто Цесіс
- 1991: Латвійська республіка, Цесіський район, місто Цесіс.
- 1991: Латвійська республіка, республіканське місто Цесіс.

## Населення
- 1935: 8748 (латиші — 8020 (91,68 %), німці — 221 (2,53 %), євреї — 180 (2,06 %), росіяни — 152 (1,74 %), поляки — 52 (0.59 %), білоруси — 42 (0,48 %), естонці — 38 (0,43 %), литовці — 10 (0,11 %), інші — 33 (0,38 %))
- 1959: 13700
- 1989: 21123 особи.
- 2005: 18, 6 тис. жителів.

| · Населення (1935): 8748 осіб Латиші: 8020 (91.68%) Німці: 221 (2.53%) Євреї: 180 (2.06%) Росіяни: 152 (1.74%) Поляки: 52 (0.59%) Білоруси: 42 (0.48%) | · Населення (1989): 21123 особи Латиші: 16 223 (76.80%) Росіяни: 3734 (17.68%) Білоруси: 366 (1.73%) Українці: 291 (1.38%) Поляки: 220 (1.04%) Литовці: 77 (0.36%) |

## Залізниця
У 1889 році, під час будівництва Псково-Ризької залізниці на дільниці Рига — Валга відкрита залізнична станція під первинною назвою — Венден. У 1919 році станція перейменована на сучасну назву — Цесіс.
1889 року побудова перша будівля вокзалу. У 1944 році, під час Другої світової війни, будівля вокзалу була вщент зруйнована.

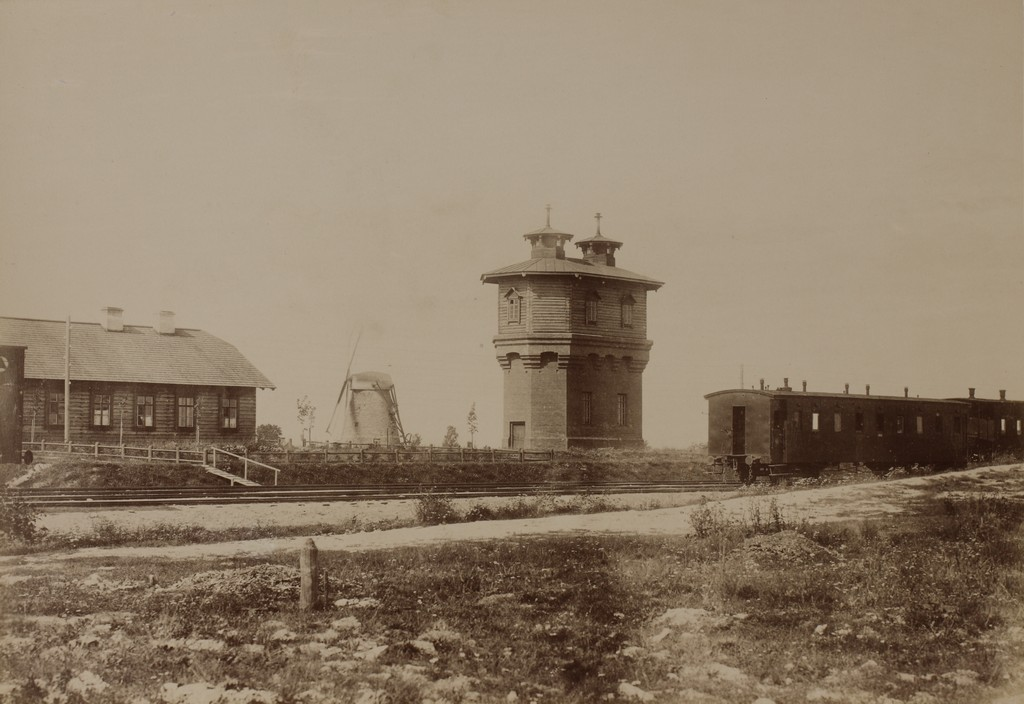
Водонапірна вежа на станції Цесіс (1889)
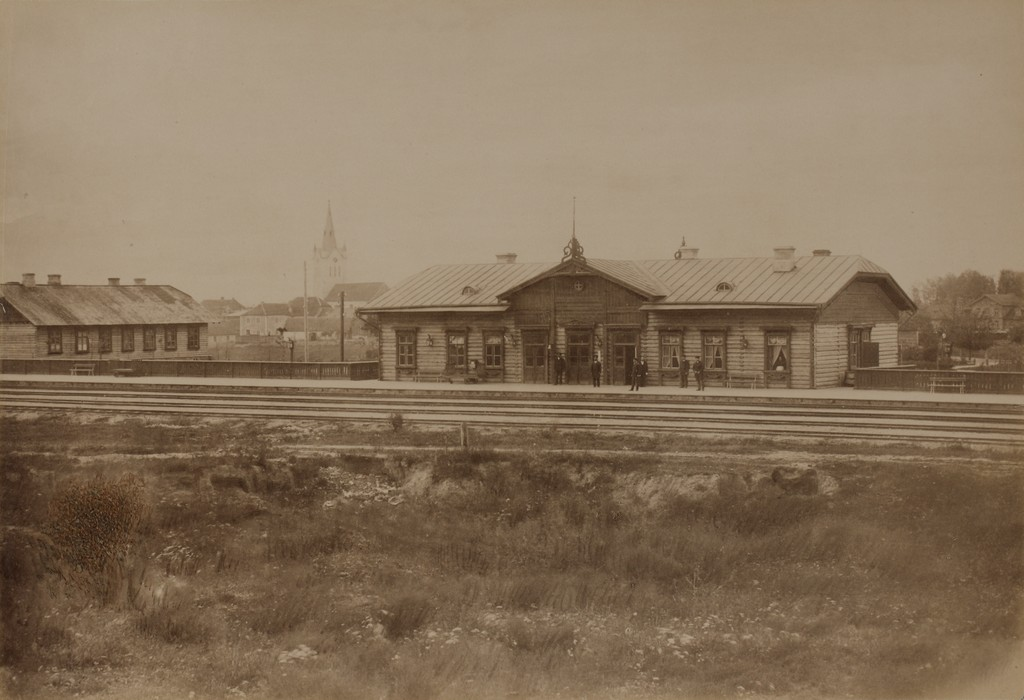
Станція Цесіс (1890)

У 1946 році зведена нова будівля вокзалу в стилі «сталінського бароко».
У 2014—2015 роках станція капітально відреконструйована.

## Уродженці
- Мартіньш Ципуліс — латиський хокеїст
- Древін Олександр Давидович — латиський художник
- Альфред Калниньш — радянський латвійський композитор.
- Август Матіас Хаген — німецький художник
- Леонідс Рібіцкіс — латиський науковець.
- Луція Лочмеле — латиський кінорежисер.
- Імант Судмаліс — латиський радянський активіст та підпільник-партизан.
- Смішко Роман Володимирович — український футболіст.
- Меллер Емануїл Федотович — вчений, доктор технічних наук.
- Ватаци Ніна Борисівна (1908—1997) — білоруський бібліограф.